# Кимантайте, Казимира Мартыновна
Казимира Мартыновна Кимантайте (29 июня 1909, Куршенай, Российская империя — 21 мая 1999, Вильнюс, Литва) — литовская и советская актриса театра и кино, театральный режиссёр. Народная артистка Литовской ССР (1954). Лауреат Государственной премии Литовской ССР (1957).
Первая женщина — профессиональный режиссёр Литвы.

## Биография
С 12 лет жила в Каунасе. Некоторое время изучала право в университете Витовта Великого (не окончила).
В 1929—1932 годах училась в театральной актёрской школе, в 1962 году окончила историко-филологический факультет Вильнюсского университета.
С 1929 года — актриса Государственного театра в Каунасе. В 1933—1934 годах участвовала в создании «Театра молодых» в Каунасе, первая её роль была в спектакле «Хижина дяди Тома». В 1934—1940 годах — актриса Вильнюсского театра драмы.
Во время Великой Отечественной войны с мужем и дочерью была эвакуирована в глубь России. В 1941—1944 годах работала на московском радио, готовила радиопередачи на литовском языке.
В 1942—1944 годах вела режиссёрскую работу в ансамбле песни и пляски Литовской ССР в Переславле-Залесском.
Член ВКП(б) с 1945 г.
В 1945—1993 годах — актриса и режиссёр Вильнюсского государственного драматического театра.
Похоронена на кладбище Расу.

## Избранные театральные роли
- Саарт («Гибель „Надежды“» Г. Гейерманса),
- Рукене («Поют петухи» Ю. Балтушиса),
- Кайкарене («Утопленница» по А. Венуолису),
- Аксюша («Лес» А. Островского) и др.

## Избранные режиссёрские работы
- «Сноха» по Жемайте (1945),
- «Усадьба Жалдокаса» Б. Даугуветиса (1948),
- «Правда кузнеца Игнотаса» А. Гудайтиса-Гузявичюса (1950),
- «Утопленница» (1956; Государственная премия Литовской ССР, 1957);
- «Кровь и пепел» по Й. Марцинкявичюсу (1961),
- «Мастер и сыновья» по П. Цвирке (1965),
- «Тревога» (1962)
- «Оратор, Маньяк, Пророк Иона» Саи (1967),
- «Одолжите слёзы» Римкявичюса (1969).

## Избранная фильмография
Играла в кино
- 1947 — Марите — Яните
- 1959 — Юлюс Янонис / Julius Janonis — гостья на балу у Карклюса
- 1961 — Чужие / Svetimi — мать Эдвардаса
- 1969 — Июнь, начало лета / Birželis, vasaros pradžia — мать Лаймы
- 1978 — Маркиз и пастушка / Markizas ir piemenaitė — Гайгалене, мать Домаса
- 1980 — Карьера Дичюса / Dičiaus karjera — дама (нет в титрах)
- 1981 — Добро ксёндза черти ловят / Kunigo naudą velniai gaudo (короткометражный)
- 1991 — Безумная Лори — соседка Тамаса
- 1992 — Очищение любви / Meilės apyvoka — эпизод
- 1995 — Девочка со спичками / Mergaitė su degtukais (фильм-спектакль) — нищенка

## Награды
- Офицер ордена Великого князя Литовского Гядиминаса (1994)
- Два ордена Трудового Красного Знамени (1950 и 1954[1])
- Орден «Знак Почёта» (1945)
- медали СССР
- Народная артистка Литовской ССР (1954)
- Государственная премия Литовской ССР (1957)